# 奚牧
奚牧（4世纪？—397年），南北朝北魏将领、官员，代郡人。
奚牧有智謀，被魏道武帝拓跋珪寵遇，称他为「仲兄」。385年，刘显计划殺害拓跋珪，梁眷察知此事、暗中让奚牧、穆崇至七介山告知拓跋珪。拓跋珪逃到賀蘭部避難。北魏建立后，奚牧以功被任命为治民長。396年（登国十一年），道武帝征伐後燕慕容宝，奚牧担任輔国将軍，攻略晋川，擒获後燕丹陽王[慕容買得]]、離石護軍高秀和、平陶。以功拜为并州刺史，赐爵任城公。397年（皇始二年），并州与後秦接界，後秦多次犯境。奚牧于是和姚興通信，信中称頓首，以对等之礼，谴责姚興侵边。姚興怀恨奚牧，将奚牧把後秦与北魏视为对等关系透露给了道武帝，道武帝将奚牧处死。